# Lloret ratpenat pitgroc
El lloret ratpenat pitgroc (Loriculus pusillus) és una espècie d'ocell de la família dels psitàcids que habita els boscos de Java i Bali, d'on és endèmic. Es considera una espècie que es troba al límit de l'amenaça d'extinció a causa de la creixent desaparició del seu hàbitat, especialment a la zona occidental de l'illa de Java. Tanmateix, és una espècie força adaptativa, i la degradació i destrucció de la selva indonèsia ha propiciat el seu desplaçament a majors altures, on l'acció antròpica és menys severa.

## Descripció
És un ocell que en edat adulta fa una mitjana de 12 cm de llargada i entre 20 i 30 grams de pes. Les plomes són d'un color entre groc i verd, amb una taca groga a la zona del coll. A l'esquena predomina el plomatge groguenc, que esdevé vermell a la part baixa de l'esquena i principi de la cua, per bé que la part superior de la cua és verda. Les ales també són verdes, presentant una tonalitat blavosa a la part interior. El bec és de color vermell clar, amb la punta tendent al groc, i presenta iris entre grocs i blancs; mentre que les potes són d'una tonalitat entre marronosa i color de carn. Acostuma a acompanyar les seves volades amb el seu cant, força agut i estrident.